# Lê Quý Vương
Lê Quý Vương (sinh năm 1956) là một tướng lĩnh công an nhân dân Việt Nam, chính trị gia người Việt Nam. Ông hiện là Chủ tịch Hội Cựu Công an nhân dân Việt Nam. Ông nguyên Ủy viên Trung ương Đảng khóa XI, XII, nguyên Phó Bí thư Đảng ủy Công an Trung ương, Thứ trưởng Thường trực Bộ Công an. Đại biểu Quốc hội Việt Nam khóa XIV thuộc Đoàn đại biểu Quốc hội tỉnh Phú Yên, Ủy viên Ủy ban Quốc phòng và An ninh của Quốc hội

## Tiểu sử
Lê Quý Vương sinh ngày 2 tháng 2 năm 1956, quê quán tại xã Tây Cốc, huyện Đoan Hùng, tỉnh Phú Thọ.
Ông từng theo học và tốt nghiệp khóa D8 của Đại học An ninh Nhân dân, nay là Học viện An ninh Nhân dân C500. Sau đó, ông phục vụ và thăng tiến trong ngành An ninh thuộc lực lượng Công an nhân dân Việt Nam.
Trước khi đảm nhiệm chức vụ Thứ trưởng Bộ Công an, ông từng giữ chức vụ Giám đốc Công an tỉnh Phú Thọ, năm 2004, được bổ nhiệm làm Phó Tổng cục trưởng Tổng cục Xây dựng lực lượng, hàm Thiếu tướng. Năm 2008, ông được bổ nhiệm làm Tổng cục trưởng Tổng cục Xây dựng lực lượng, hàm Trung tướng.
Ngày 10 tháng 3 năm 2010, ông được Thủ tướng Chính phủ bổ nhiệm giữ chức vụ Thứ trưởng Bộ Công an.
Ngày 19 tháng 1 năm 2011, tại Đại hội Đảng toàn quốc lần thứ 11 ông trúng cử Ủy viên Ban Chấp hành Trung ương Đảng Cộng sản Việt Nam khóa XI.
Tháng 7 năm 2013, ông được phong hàm Thượng tướng.
Tháng 1 năm 2016, ông tiếp tục tái đắc cử Ủy viên Ban Chấp hành Trung ương Đảng Cộng sản Việt Nam khóa XII.
Tháng 6 năm 2016, Đại biểu Quốc hội khóa XIV, Ủy viên Ủy ban Quốc phòng- An ninh Quốc hội.
Tháng 9 năm 2016, ông được chỉ định làm Phó Bí thư Đảng ủy Công an Trung ương (2016-2021).
Tháng 2 năm 2017, tại Quyết định 245/QĐ-TTg, Thủ tướng Nguyễn Xuân Phúc bổ nhiệm lại Lê Quý Vương, giữ chức vụ Thứ trưởng Thường trực Bộ Công an. Thời hạn bổ nhiệm lại tính từ ngày 10/3/2015.
Ngày 10 tháng 8 năm 2018, Lê Quý Vương được Bộ trưởng Bộ Công an Tô Lâm bổ nhiệm giữ chức danh tư pháp Thủ trưởng Cơ quan Cảnh sát Điều tra Bộ Công an theo quyết định số 4389/QĐ-BCA (kiêm Thứ trưởng Thường trực Bộ Công an).
Ngày 1 tháng 6 năm 2021, Thủ tướng Chính phủ Phạm Minh Chính ký Quyết định số 832/QĐ-TTg, Thượng tướng Lê Quý Vương, Ủy viên Trung ương Đảng khoá XII, thôi giữ chức vụ Thứ trưởng Bộ Công an kể từ ngày ký.
Ngày 17 tháng 8 năm 2023, ông được bầu làm Chủ tịch Hội Cựu Công an nhân dân Việt Nam nhiệm kỳ 2023 - 2028. Ông là Chủ tịch đầu tiên của Hội Cựu Công an nhân dân Việt Nam khi thành lập.

## Phong tặng
- Huân chương Quân công hạng Ba (2011)[6]
- Huân chương Quân công hạng nhất (2019)[7]